# 長頭鐮花蝽
長頭鐮花蝽（学名：Cardiastethus longiceps）为花蝽科鐮花椿屬下的一个种。